# 赫连皇后
赫連皇后（—453年），北魏太武帝拓跋焘的皇后，夏国武烈皇帝赫连勃勃之女。

## 生平

### 公主到皇后
428年，太武帝西征夏国，攻占夏国都城統萬（今陕西榆林）。赫連氏的哥哥夏国皇帝赫连昌逃至上邽（甘肅天水），赫連氏与其他夏国宗室被北魏俘虏，之后她与两个妹妹成为拓跋焘的嫔妃。432年正月，赫連氏被立为皇后。

### 宗愛之变
452年二月，宦官宗愛暗杀了太武帝，矫称赫連皇后之命立太武帝幼子南安王拓跋余为皇帝，而没有拥立太武帝的长孙拓跋濬（451年去世的太子拓跋晃长子）。拓跋余尊赫連皇后为皇太后，并没有明显的证据表明赫連皇后参与了宗愛的阴谋。十月，宗愛又暗杀了拓跋余，大臣杀死宗愛拥立拓跋濬为皇帝，是为文成帝，赫連皇后被尊为太皇太后。

### 去世
453年三月赫連太皇太后卒，葬于云中金陵。
李凭《北魏文成帝初年的三后之争》认为拓跋濬登基后，曾存在嫡祖母赫连太皇太后、生母闾氏和保母常氏的三后之争。赫连皇后曾被拓跋余尊为皇太后，可见她支持拓跋余继位，故她最终在文成帝登基后受到清算，并非正常死亡。

## 家庭

### 父
- 赫连勃勃，夏国武烈皇帝。

### 兄弟
- 赫連璝，太子。
- 赫連延，414年封阳平公。
- 赫连昌，太原公，后为太子、皇帝。
- 赫连伦，酒泉公。
- 赫连定，平原公，后为平原王、皇帝。
- 赫连满，河南公，427年被北魏军所杀。
- 赫连安，中山公。
- 赫連助興。
- 赫連謂以代。
- 赫連社干，上谷公。
- 赫連度洛孤，广阳公。
- 赫連烏視拔，丹阳公。
- 赫連禿骨，武陵公。
- 赫连那勿黎，胡夏七兵尚书。

### 姐妹
- 赫连氏，太武皇后妹妹，魏太武帝拓跋焘妃。
- 赫连氏，魏太武帝拓跋焘妃。
- 赫连氏，嫁北魏侍中、使持节、征西大将军、都督河以西诸军事、常山康王拓跋素[2]。
- 赫连氏，嫁北魏平原镇都大将、东雍州刺史、常山王拓跋倍斤[3]。

### 丈夫
- 拓跋焘，魏太武帝。

## 延伸阅读
[在维基数据编辑]
 《魏書/卷13》，出自魏收《魏书》
 《北史/卷013》，出自李延壽《北史》